# China Overseas Land and Investment
China Overseas Land and Investment ist ein chinesisches Unternehmen mit Firmensitz in Hongkong. Es ist ein Tochterunternehmen des Baukonzerns China State Construction Engineering.

## Geschichte
Das Unternehmen ist im Hang Seng Index gelistet. Gegründet wurde es 1979. Als Immobilienunternehmen war das Unternehmen ursprünglich in Hongkong und Macau tätig weitete seine Tätigkeiten in der Immobilienwirtschaft später auf das chinesische Festland aus.